# 托克利亞約克山
13°44′53″S 70°43′36″W / 13.74806°S 70.72667°W
托克利亞約克山（Tocllayoc），是秘魯的山峰，位於該國南部庫斯科大區的基斯皮坎奇省和普諾大區的卡拉瓦亞省，屬於安第斯山脈的一部分，處於柳斯卡里蒂山東南面、霍里平泰山西南面，海拔高度約5,100米。